# The Wings of War
The Wings of War devetnaesti je studijski album američkog thrash metal sastava Overkill. Album je objavljen 22. veljače 2019. godine, a objavila ga je diskografska kuća Nuclear Blast.
Prvi je album sastava na kojem bubnjeve svira Jason Bittner, što ga čini prvim albummom bez bubnjara Rona Lipnickija od albuma ReliXIV iz 2005. godine, pošto je napustio sastava kratko nakon objave prijašnjeg albuma The Grinding Wheel iz 2017. godine.

## Popis pjesama
| 1.    | »Last Man Standing«           | 5:49 |
| 2.    | »Believe in the Fight«        | 5:03 |
| 3.    | »Head of a Pin«               | 5:56 |
| 4.    | »BatShitCrazy«                | 4:33 |
| 5.    | »Distortion«                  | 6:09 |
| 6.    | »A Mother's Prayer«           | 3:58 |
| 7.    | »Welcome to the Garden State« | 4:42 |
| 8.    | »Where Few Dare to Walk«      | 5:25 |
| 9.    | »Out on the Road-Kill«        | 4:41 |
| 10.   | »Hole in My Soul«             | 4:47 |
| 11.   | »In Ashes«                    | 5:35 |
| 56:38 |                               |      |

## Zasluge
- DD Verni – bas-gitara, inženjer zvuka
- Bobby "Blitz" Ellsworth – vokali
- Dave Linsk – glavna gitara, inženjer zvuka
- Derek Tailer – ritam gitara
- Jason Bittner – bubnjevi

Dodatni glazbenici
- Ron Lipnicki – bubnjevi (na pjesmi 11)

Ostalo osoblje
- Dan Korneff – uređvianje
- Andy Sneap – miksanje, mastering
- Joe DeMaio – snimanje (bubnjeva)
- Stephanie Cabral – fotografija
- Chris "Zeuss" Harris – miksanje, mastering
- Travis Smith – ilustracije